# Amrita Rao
Amrita Rao (Bombay; 7 de junio de 1981) es una actriz y modelo india. Ha aparecido en numerosas películas de Bollywood y en una película en idioma telugu. Nació y creció en Bombay. Hizo su debut en el cine en la película Ab Ke Baras (2002), por la que fue nominada para el premio Filmfare a mejor debut en 2003. Su papel en la película romántica Vivah (2006) es una de sus actuaciones más recordadas.
Los papeles de Rao en Welcome to Sajjanpur (2008) y Main Hoon Na (2004) le valieron un premio Stardust a la Mejor Actriz y una nominación a Mejor Actriz de Reparto en los premios Filmfare, respectivamente. Ha hecho apariciones especiales en Heyy Babyy (2007), Shaurya (2008), Life Partner (2009) y Jaane Kahan Se Aayi Hai (2010). Times Of India nombró a Rao una de sus "50 mujeres más sexys de 2011".

## Carrera

### Inicios

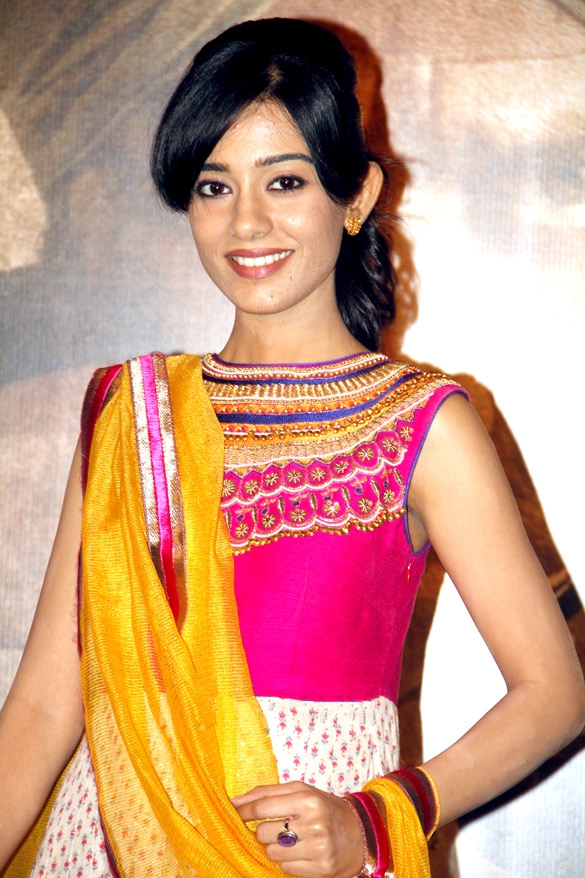
Amrita Rao.

Antes de comenzar su carrera como actriz, Rao apareció en varios comerciales durante sus días en la universidad. Su primera aparición pública fue en el vídeo musical de la canción Woh Pyar Mera de Alisha Chinai. En 2002, Rao interpretó su primer papel principal como Anjali Thapar en el thriller de fantasía de Raj Kanwar, Ab Ke Baras. En el sitio Planet Bollywood se refirieron a su actuación en la película de la siguiente manera: "Amrita Rao es la verdadera ganadora, con sus habilidades de baile, su aspecto inocente y su decente actuación". En mayo de 2003 protagonizó junto a Shahid Kapoor la película romántica Ishq Vishk, interpretando a una estudiante universitaria. La actuación de Rao en la cinta le valió varios premios, incluido el premio Filmfare por mejor debut (2003) y el premio IIFA por estrella del año (2004).

### Reconocimiento
En 2004 protagonizó la comedia adulta Masti de Indra Kumar junto a Vivek Oberoi. La película recibió respuestas positivas de los críticos y fue un éxito financiero de taquilla. Su actuación como Anchal, una celosa compulsiva, también fue recibida positivamente. Después tuvo un papel secundario en la comedia de acción Main Hoon Na de Farah Khan con un elenco conformado por Shah Rukh Khan, Sunil Shetty, Sushmita Sen y Zayed Khan. Protagonizó junto a Shahid Kapoor y Sanjay Dutt el drama de 2005 Vaah! Life of Ho Toh Aisi. La respuesta crítica hacia la película fue negativa, aunque Rao fue aclamada por su interpretación de una maestra de escuela. Ese mismo año obtuvo el rol principal en la producción Shikhar de John Matthew Matthan, interpretando a Madhvi. 
Aunque era muy valorada por sus habilidades como actriz, las películas de Rao hasta ese momento no habían atraído a una gran audiencia, pero Vivah de 2006 la convirtió en una estrella nacional. La película describía el viaje de dos personas desde el compromiso hasta el matrimonio. Protagonizada junto a Shahid Kapoor, Rao interpretó a Poonam, una mujer joven criada tradicionalmente. La película recibió críticas mixtas de la mayoría de los críticos, pero se convirtió en una de las producciones más taquilleras del año, así como en el mayor éxito comercial de Rao hasta la fecha. A partir de ese momento, la carrera de Amrita no ha parado de cosechar éxitos de taquilla. La actriz ha hecho parte del elenco de exitosas producciones como Athidhi (2007), Victory (2009), Love U...Mr. Kalakaar! (2011) y Satyagraha (2013), además de realizar apariciones especiales en las películas Life Partner (2009) y Jaane Kahan Se Aayi Hai (2010).